# Grammia bolanderi
Grammia bolanderi är en fjärilsart som beskrevs av Richard Harper Stretch 1872. Grammia bolanderi ingår i släktet Grammia och familjen björnspinnare. Inga underarter finns listade i Catalogue of Life.